# وزارة التعليم العالي والبحث العلمي (اليمن)
وزارة التعليم العالي والبحث العلمي هي إحدى الوزارات الحكومية في الجمهورية اليمنية. تهتم الوزارة بالتعليم الجامعي وتختص بالطلاب المبتعثين للدراسة في الخارج. ومقر الوزارة الحالي مدينة عدن.
الوزير الحالي هو أ.د. خالد أحمد الوصابي، وزير التعليم العالي والبحث العلمي والتعليم الفني والتدريب المهني، منذ 18 ديسمبر 2020م.

## الجهات التابعة
- المجلس الأعلى للجامعات اليمنية
- مجلس البحث العلمي[1]

## روابط خارجية
- http://mohe.gov.ye/